# Karl Reinheckel
Karl Reinheckel († nach 1941) war ein erzgebirgischer Mundartdichter.

## Leben
Reinheckel lebte und wirkte als „junger Dichter“ in der Stadt Aue im sächsischen Erzgebirge. Dort war er u. a. Mitglied des Erzgebirgsvereins. 1933 schrieb er sein erstes Theaterstück, dem mehrere Gedichte in Mundart folgten.
Aufgrund seiner Verdienste um die Mundart des Erzgebirges wurde er durch den sächsischen Reichsstatthalter Martin Mutschmann in den Anton-Günther-Ring aufgenommen.
Nach Ausbruch des Zweiten Weltkrieges wurde er als Soldat zur Wehrmacht einberufen.

## Veröffentlichungen (Auswahl)
- 1933 Stille Nacht. Heilige Nacht (Weihnachtsstück)
- 1934 Dos aane kimmt, un 's an're gieht (Gedicht).
- 1935 Iech bie su gern do ub'n bei Eich (Gedicht).
- 1936 Vor Weihnachten (Gedicht).
- 1938 De Moondputzer vom Auer Tool (Lyrik).
- 1940 Mit einer Brückenbaukompanie durch Holland und Belgien.